# Ribera Baja del Ebro
La Ribera Baja del Ebro es una comarca aragonesa (España) situada en la provincia de Zaragoza, en la ribera del Ebro. Su capital es Quinto.

## Municipios
La comarca engloba a los municipios de Alborge, Alforque, Cinco Olivas, Escatrón, Gelsa, Pina de Ebro, Quinto, Sástago, Velilla de Ebro y La Zaida.

## Geografía
Limita al norte con los Monegros, al oeste con la Comarca Central, al sur con el Campo de Belchite y el Bajo Martín y al este con el Bajo Aragón-Caspe. A veces se incluye esta comarca dentro del Bajo Aragón Histórico.

## Historia

### La comarca como institución
La ley de creación de la comarca es la 13/2002 del 10 de junio de 2002. Se constituyó el 22 de julio de 2002. Las competencias le fueron traspasadas el 1 de octubre de 2002.

## Bandera y escudo
La bandera y el escudo de la Ribera Baja del Ebro fueron creados por el 26 de julio de 2005.

## Política
| Cargo             | Nombre                        | Partido Político    |
| ----------------- | ----------------------------- | ------------------- |
| Presidente        | Juan Ramón Lis Ríos           | PSOE                |
| Vicepresidente 1º | Jesús Morales Lleixá          | PSOE                |
| Vicepresidente 2º | Mercedes Abós Murillo         | PSOE                |
| Vicepresidente 3º | Celso Antonio Vallespín Ramón | PSOE                |
| Vicepresidente 4º | María Lucía Insa Catalán      | Chunta Aragonesista |

| Elecciones 2015 |       |         |         |            |
| Partido         | Votos | % Votos | Electos | Consejeros |
| PSOE            | 2.184 | 42,22%  | 35      | 9          |
| PP              | 1.506 | 29,11%  | 18      | 6          |
| PAR             | 711   | 13,74%  | 15      | 2          |
| CHA             | 578   | 11,17%  | 5       | 2          |
| AVP             | 184   | 3,56%   | 1       | 0          |
| EB              | 10    | 0,19%   | 0       | 0          |
| Total           | 5.173 | 100%    | 74      | 19         |

## Cultura
Destacan entre su patrimonio el Monasterio de Rueda, un monasterio cisterciense en el municipio de Sástago, y las ruinas de la colonia romana de Celsa, inicialmente llamada Colonia Victrix Iulia Lépida, cerca de Velilla de Ebro.

## Territorio y población
| Municipio       | Extensión (km²) | % del total | Habitantes (2024) | % del total | Habitantes por km² | Altitud (metros) | Pedanías |
| --------------- | --------------- | ----------- | ----------------- | ----------- | ------------------ | ---------------- | -------- |
| Alborge         | 4,84            | 0,49        | 102               | 1,35        | 21,69              | 156              |          |
| Alforque        | 10,68           | 1,08        | 61                | 0,84        | 5,34               | 164              |          |
| Cinco Olivas    | 2,12            | 0,21        | 102               | 1,27        | 53,77              | 161              |          |
| Escatrón        | 94,64           | 9,56        | 1.177             | 12,68       | 11,05              | 143              |          |
| Gelsa           | 72,04           | 7,28        | 986               | 13,09       | 14,64              | 147              |          |
| Pina de Ebro    | 308,79          | 31,20       | 2.461             | 26,88       | 7,97               | 161              |          |
| Quinto          | 118,40          | 11,96       | 1.884             | 22,60       | 16,55              | 175              |          |
| Sástago         | 301,25          | 30,44       | 1.091             | 12,88       | 3,90               | 153              |          |
| Velilla de Ebro | 59,61           | 6,02        | 207               | 2,71        | 3,76               | 152              |          |
| La Zaida        | 17,36           | 1,75        | 428               | 5,70        | 15,25              | 156              |          |
| Total           | 989,73          |             | 8.476             |             |                    |                  |          |